# ونزه
ونزه (به عربی: الونزة) یک شهرداری در الجزایر است که در ناحیه الونزه واقع شده‌است. ونزه ۱۲۴ کیلومتر مربع مساحت و ۵۲٬۷۳۷ نفر جمعیت دارد.